# Марини (певица)
Канженг Раден Аю Сумарини Соерджосоемарно (индон. Kanjeng Raden Ayu Soemarini Soerjosoemarno; более известная как Марини Абдулла Бурхан индон. Marini Abdullah Burhan, или просто Марини Сарди индон. Marini Sardi или Марини индон. Marini; род. 2 ноября 1947, Маланг, Восточная Ява) — индонезийская певица и актриса, выступающая на сцене и телевидении с 1960-х годов. Её отец, Канженг Раден Мас Арджо Соетарджо Сурджосоемарно, индонезийец, а мать, Долли Зегериус, голландка. Она записала десятки альбомов, как в Индонезии, так и за рубежом для лейблов «Polydor Records», «Philips Records» и «EMI Records».

## Биография
Марини родилась 2 ноября 1947 года в Маланге, Восточная Ява, в семье яванского дворянина Канженга Радена Маса Арджо Соэтарджо Соэрджосоемарно и голландки еврейского происхождения Долли Зегериус (1925-2019), которая занималась бриджем и представляя Индонезию на Играх Юго-Восточной Азии 1980 года. Она получила среднее образование. В 1962 году в преддверии Игр новых развивающихся сил дядя заплатил за возможность спеть ей две песни на телеканале TVRI. Она завоевала популярность у зрителей, и ей дали возможность исполнить ещё несколько песен. К 1967 году Марини стала профессиональной певицей, гастролируя с группой «The Steps», с которой она путешествовала по Восточной Азии, включая Сингапур, Гонконг и Токио. В последнем городе она прошла курс красоты.
В 1975 году в фильме «Cinta» Марини дебютировала в кино. В 1976 году на Индонезийском кинофестивале она была признана лучшим новым талантом. Она продолжила свою карьеру в таких фильмах, как «Kenangan Desember» (1976), «Marina» (1977), «Terminal Cinta» (1977) и «Sejuta Duka Ibu» (1977).
В 1994 году Марини брала интервью у Хулио Иглесиаса и исполнила с ним песню «Let It Be Me». В 2003 году она сыграла второстепенную роль в мыльной опере «Doa dan Anugerah 2». В 2007 году она вернулась в кино в фильме режиссёра Ханунга Брамантё «Ayat-Ayat Cinta», а в 2010 году снялась ещё в двух фильмах.

## Личная жизнь
У Марини было двое детей от первого мужа Диди А. Хаджу, певца из группы «The Pro's». Их второй ребёнок, Шеломита Сулистиани (родилась 26 ноября 1974 года), также является певицей. Её второй брак был за гонщика Тинтона Супрапто.
В 1990-х годах Марини вышла замуж за скрипача и композитора Идриса Сарди, до брака она приняла ислам, хотя до этого исповедовала христианство, они развелись приблизительно в 2000 году. 6 декабря 2003 года Марини вышла замуж за вдовца, отца четверых детей, Бурхана Нур Абдуллу. Они поженились в мечети Ат-Тин в Прекрасной Индонезией в миниатюре.

## Фильмография
- Cinta (Love; 1975)
- Sesuatu yang Indah (Something Beautiful; 1976)
- Sentuhan Cinta (The Touch of Love; 1976)
- Kenangan Desember (December Memories; 1976)
- Layu sebelum Berkembang (Wilting Before Blooming; 1977)
- Istriku Sayang, Istriku Malang (My Beloved Wife, My Unfortunate Wife; 1977)
- Sejuta Duka Ibu (Mother's Million Sorrows; 1977)
- Jangan Menangis Mama (Don't Cry, Mama; 1977)
- Terminal Cinta (Terminal of Love; 1977)
- Wanita Segala Zaman (A Woman for the Ages; 1979)
- Kemana Hati Kan Ku Bawa (Where Shall I Take My Heart; 1979),
- Anna Maria (1979)
- Sirkuit Kemelut (Twisted Circuits; 1980)
- Nila Di Gaun Putih (Nila in a White Dress; 1981)
- Akibat Kanker Payudara (The Effects of Breast Cancer; 1987)
- Ayat-Ayat Cinta (Verses of Love; 2007)
- Bahwa Cinta Itu Ada (That Love Exists; 2010)
- Satu Jam Saja (Just One Hour; 2010)